# Peperomia humifusa
Peperomia humifusa är en pepparväxtart som beskrevs av Truman George Yuncker. Peperomia humifusa ingår i släktet peperomior, och familjen pepparväxter. Inga underarter finns listade i Catalogue of Life.